# Mammalodon
Mammalodon es un género extinto de cetáceo misticeto descubierto en 1932. Este animal era de tamaño pequeño y todavía poseía dientes en lugar de barbas como las ballenas actuales.

## Descripción
Mammalodon, tenía una longitud de 2,5 m, más pequeño y primitivo que las ballenas barbadas modernas. Tenía el rostro corto, un premaxilar pequeño con solo uno o dos incisivos y el borde lateral del conducto auditivo interno está alargado hacia la cavidad craneana formando una cresta longitudinal. A diferencia de la ballenas modenas estaba dotado de dientes bien desarrollados.

## Palaeobiología
Lo mismo que el género Janjucetus, Mammalodon poseía dientes en lugar de barbas que pudieron servirle para filtrar la comida de la misma manera que las ballenas modernas, pero la dieta y el nicho ecológico de Mammalodon aún sigue sin resolverse. Por el motivo que los dientes estaban ampliamente separados, se ha sugerido que pudo haber desarrollado un método de filtración diferente a las otras ballenas. Se ha propuesto que se trataba de un filtrador del fondo marino, donde su hocico romo le ayudaría a succionar los organismo del piso oceánico.